# Zbór Kościoła Chrześcijan Baptystów w Bielsku Podlaskim
Zbór Kościoła Chrześcijan Baptystów w Bielsku Podlaskim – zbór Kościoła Chrześcijan Baptystów znajdujący się w Bielsku Podlaskim, przy ulicy Kazimierzowskiej 40. Organizacyjnie należy do białostockiego okręgu Kościoła Chrześcijan Baptystów w RP. 
Nabożeństwa odbywają się w każdą niedzielę o godzinie 10.00 i środę o godzinie 18:00. Od 2013 pastorem zboru jest Bartosz Kaczorek (funkcję tę pełnił w Bielsku Podlaskim również w latach 2002-2007). 
Jest to jeden z najstarszych baptystycznych zborów na Podlasiu, powstał w 1923 roku (według Popko w 1925). Początki zboru wiążą się z osobą Piotra Artysiewicza, który podczas I wojny światowej udał się w głąb Rosji i tam stał się baptystą. Artysiewicz z zawodu był garbarzem. Pierwszy chrzest odbył się w roku 1923. Do roku 1932 zbór obejmował placówki w Białowieży, Czwirkach i Zanowinach. W 1932 roku zbór liczył 227 członków. W roku 1938, po usamodzielnieniu kilku placówek, liczył już tylko 48 członków, a wraz z sympatykami – 98 osób.